# Platybaetis
Platybaetis is een geslacht van haften (Ephemeroptera) uit de familie Baetidae.

## Soorten
Het geslacht Platybaetis omvat de volgende soorten:
- Platybaetis arunachalae
- Platybaetis bishopi
- Platybaetis edmundsi
- Platybaetis gagadjuensis
- Platybaetis mamasae
- Platybaetis probus
- Platybaetis sulawesiensis
- Platybaetis uenoi
- Platybaetis wallacei